# Guerre des paysans de 1653
Pour les articles homonymes, voir Guerre des Paysans.

Étendue du conflit et des opérations menées par les paysans.

La guerre des paysans de 1653 fut une révolte populaire en Suisse durant la Confédération des XIII cantons. La dévaluation de la monnaie bernoise provoqua des tensions qui s'étendirent d'abord dans la région de l'Entlebuch et de l'Emmental avant de se propager aux cantons de Soleure, Bâle et d'Argovie.
La population demanda que les taxes soient abaissées et s'adressèrent aux Conseils des différents chefs-lieux des cantons. Leurs requêtes étant déboutées, les paysans formèrent une coalition et menacèrent d'assiéger les villes. Après l'échec des négociations, les paysans s'allièrent par le traité de Huttwil et constituèrent la « ligue de Huttwil ». Le mouvement devint plus radical en dépassant les revendications initiales et ne se focalisant plus uniquement sur les avantages fiscaux. La ligue se considérait elle-même comme une entité indépendante, au pouvoir équivalent à celui des autorités, et disposant d'une force militaire et politique qui régnait en main de maître sur ses territoires.
Les paysans menèrent un siège sur les villes de Berne et Lucerne qui à leur tour négocièrent la paix (la « paix de Murifeld » du 29 mai 1653) avec le leader des paysans, Niklaus Leuenberger. Les armées paysannes battirent retraite mais la Diète fédérale envoya des troupes de Zurich pour mettre un terme à la rébellion. Après la bataille de Wohlenschwil et celle de Herzogenbuchsee, la ligue de Huttwil fut progressivement démantelée. Les derniers nids de résistants se trouvaient dans l'Entlebuch et furent éradiqués à la fin juin. Après leur victoire, les autorités des cantons lancèrent des mesures punitives et la répression fut sévère. La ligue de Huttwil et la paix de Murifeld furent déclarées nulles et non avenues par le conseil de la ville de Berne. Un grand nombre d'opposants et de meneurs furent capturés, torturés puis exécutés. Leuenberger, trahi par l'un des siens, fut décapité et démembré à Berne le 6 septembre 1653.
Si la victoire militaire du pouvoir en place fut complète, le conflit avait montré à quel point la population rurale était importante dans le pays. Juste après la guerre, les autorités mirent en place une série de réformes et baissèrent certaines taxes, remplissant par la même certaines des requêtes des paysans. À long terme, la guerre des paysans limita la présence d'un régime absolutiste comme celui rencontré en France durant le règne de Louis XIV.

## Origine du conflit

### Situation politique
La Confédération suisse au XVIIe siècle est constituée de 13 cantons largement indépendants, comprenant des zones rurales ainsi que d'importantes cités qui ont peu à peu étendu leur pouvoir sur la campagne. Les villes ont ainsi progressivement remplacé l'administration existante, mettant en place des conseils qui gouvernaient également la partie rurale du territoire. Le conseil d'une ville était entre autres chargé de la justice et nommait les baillis.
Les cantons urbains et ruraux étaient égaux vis-à-vis de la Confédération. Chaque canton régnait en maître dans son territoire, menant ses propres politiques étrangères et fiscales. L'assemblée et la diète fédérale n'avaient pas de réel pouvoir et servaient plus à garantir la coordination entre les différentes entités de la Confédération. La Réforme qui eut lieu au début du XVIe siècle avait mené à une division confessionnelle entre les cantons : ceux du centre de la Suisse demeuraient catholiques alors que Zurich, Berne, Bâle, Schaffhouse et Saint-Gall s'étaient convertis au protestantisme. La diète était souvent paralysée par des conflits entre les factions catholiques et protestantes, dont les forces étaient grosso modo équivalentes.
Les territoires conquis dès le début du XVe siècle étaient gouvernés comme des condominium par les cantons. L'Argovie avait été annexée en 1415 avec sa partie ouest revenant à Berne et l'autre partie comprenant les deux condominiums du comté de Baden et des Freie Ämter (districts libres). Les districts libres étaient fortement catholiques et les cantons de cette confession considéraient ces territoires comme faisant partie de leur juridiction. La Thurgovie, rattachée en 1460, était également un condominium de la Confédération.

### Tensions économiques

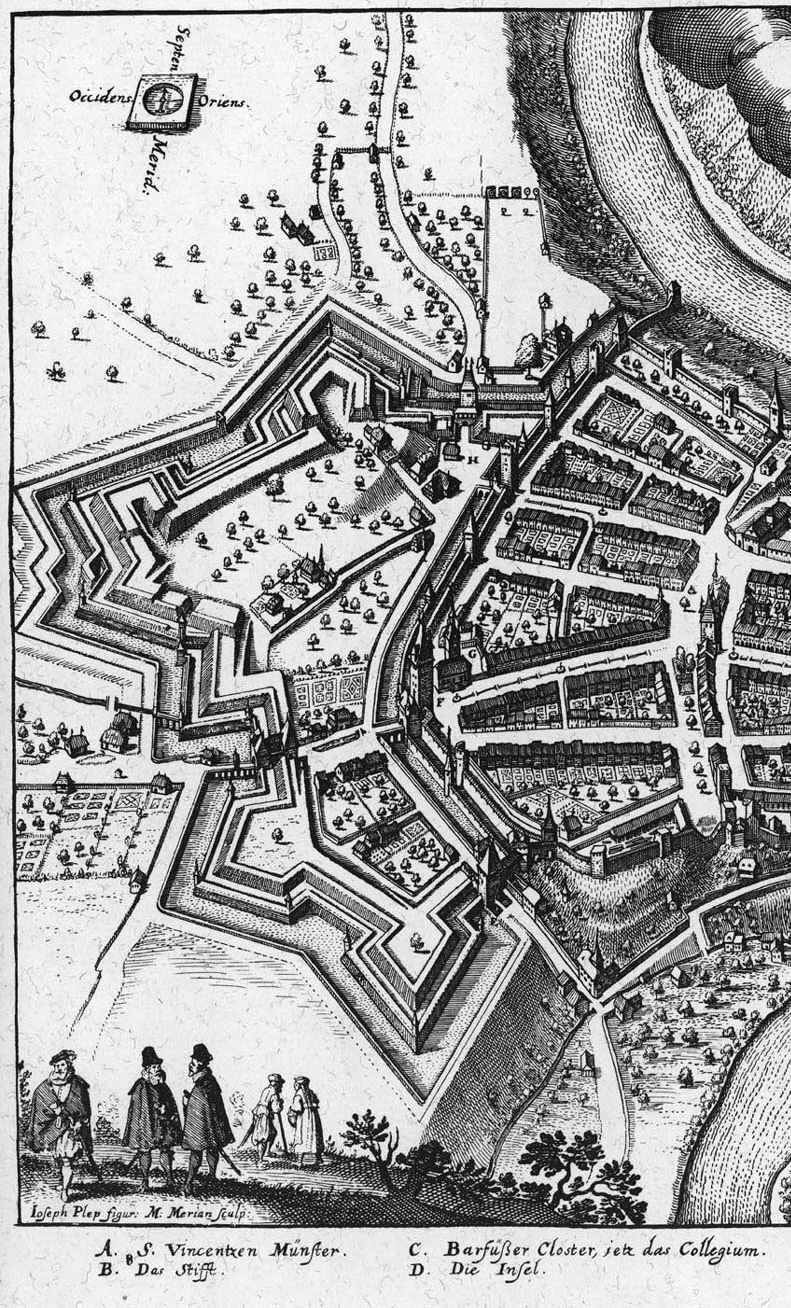
La nouvelle fortification autour de la ville de Berne (Schanzen) fut construite entre 1622 et 1634.

Plusieurs révoltes ont eu lieu durant le XVIIe siècle et même si celles-ci ne représentent pas un danger considérable, elles démontrent que les habitants ont des avis qui diffèrent. Cela peut provoquer une sorte de rupture entre eux, comme la séparation entre catholiques et protestants ou entre les habitants ruraux et urbains. Parfois, cela aboutit à un compromis, et d’autres fois, malheureusement, à une guerre ; comme celle de Trente Ans ou celle des Paysans de 1653.
Les conditions économiques volatiles à la suite de la Guerre de Trente Ans furent en partie responsables du conflit paysan de 1653. La Confédération avaient été épargnée par la série de guerres touchant l'Europe et les paysans suisses avaient grandement profité de leurs exportations à des prix élevés. Après la paix de Westphalie, l'économie du sud de l'Allemagne se remit en marche et les exportations suisses déclinèrent, impliquant une chute des prix. Beaucoup de paysans suisses se trouvèrent dès lors dans une situation précaire.
La Guerre de Trente Ans avait également eu un impact sur les villes : constructions de défenses coûteuses, augmentation de la puissance militaire, etc. Une source de revenus substantielle pour la Suisse se tarit : la France et l'Espagne ne payèrent plus les pensions, des sommes normalement versées en échange de mercenaires. Les autorités des villes essayèrent de compenser cette perte en augmentant les taxes, en mettant en place de nouveaux impôts tout en frappant une monnaie moins forte, les Batzen qui étaient en cuivre alors qu'ils étaient précédemment en argent. La population thésaurisa l'ancienne monnaie en argent, n'utilisant plus que le cuivre pour les transactions. En 1623, les cantons de Suisse centrale se remirent à frapper une monnaie plus forte. Berne, Soleure et Fribourg échangèrent la monnaie en cuivre contre celle en argent d'après un taux fixe mais cette mesure ne ralentit pas la dévaluation. À la fin de la guerre, la population se trouvait dans une situation de dépression économique avec une forte inflation combinée à des taxes élevées,,. Les paysans ne gagnent donc plus assez d’argent pour subvenir à leurs besoins et pour payer toutes ces taxes. Ils n’ont pas oublié leur liberté et leur état de vassalité leur devient insupportable.
La crise financière qui s'ensuit fut à l'origine d'une série de révoltes dans plusieurs cantons, comme à Lucerne de 1629 à 1636, Berne en 1641 ou encore Zurich entre 1645 et 1646. La guerre de 1656 s'inscrivit dans cette suite mais atteignit un niveau sans précédent.
Comme depuis le XVe siècle la politique était aux mains de quelques familles influentes qui développèrent un système aristocratique et absolutiste, un véritable souffle de contestation gagna les zones rurales. La population rurale était soumise à des décisions unilatérales qui portaient atteinte à leurs droits et à leur liberté, — des conditions propices à un clivage significatif entre les deux parties.

## Début de la rébellion

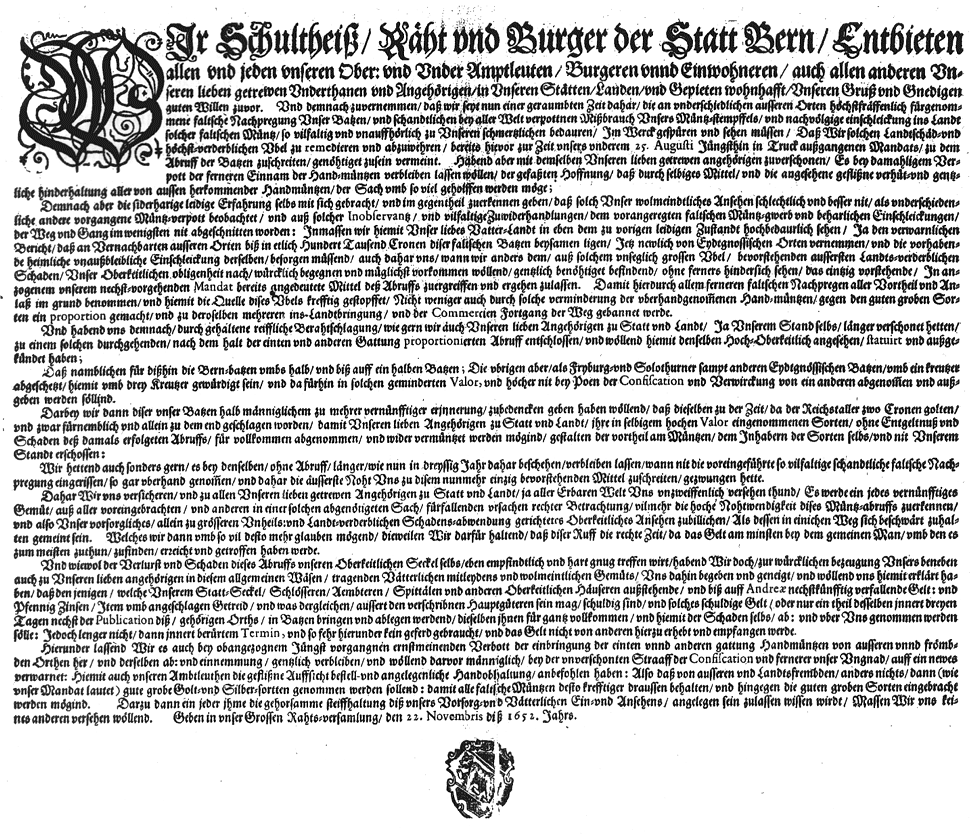
Édit annonçant la dévaluation du Batzen par les autorités de la ville de Berne à la fin de l'année 1652.

Au début du mois de décembre 1652, Berne diminua de moitié la valeur de ses Batzen, la monnaie en cuivre, de manière que sa valeur faciale corresponde à sa valeur intrinsèque. Le canton espérait ainsi limiter l'inflation, en offrant la possibilité de changer dans les trois jours la monnaie en cuivre contre de la monnaie en or ou en argent. Peu de personnes profitèrent de cette mesure et la plupart des particuliers du monde rural virent leur fortune diminuer de manière drastique. Les autres cantons adoptèrent des mesures similaires, dévaluant par la même occasion la monnaie bernoise. Cette situation avait nettement affecté la vallée lucernoise de l'Entlebuch où le Batzen était très répandu. La situation financière des paysans devint de plus en plus précaire,. Les paysans de la vallée, menés par Hans Emmenegger de Schüpfheim et Christian Schybi de Escholzmatt, envoyèrent une délégation à Lucerne pour entamer des négociations, mais la ville n'entra même pas en matière. Les paysans, excédés par l'attitude de la ville, organisèrent une assemblée générale (Landsgemeinde) à Heiligkreuz. Ce rassemblement, alors illégal en vertu d'une loi interdisant la liberté de réunion, eut quand même lieu après la messe du 10 février 1653. Il y fut décidé de suspendre tous les paiements de taxes jusqu'à ce que les autorités de Lucerne accèdent à leurs requêtes : baisse des taxes et abolition de certains impôts comme ceux sur le commerce du sel, du bétail et des chevaux,.
Les Lucernois, peu enclins à répondre positivement aux paysans, n'essayèrent toutefois pas de mettre un terme à cette insurrection dans l'immédiat,. Les districts ruraux du canton de Lucerne conclurent une alliance à Wolhusen le 26 février 1653. Au début du mois de mars, les habitants de la vallée voisine et bernoise de l'Emmental rejoignirent la cause paysanne et revendiquèrent les mêmes exigences, à l'encontre du canton de Berne cette fois. Les deux cantons concernés, Berne et Lucerne, s'adressèrent à d'autres membres de la Confédération pour intervenir. Au même moment, la diète fédérale envisagea une intervention militaire. Des troupes de Schaffhouse et Bâle furent envoyées en Argovie mais rencontrèrent une féroce résistance qui les poussa à battre en retraite
Le 18 mars 1653, les cantons catholiques de Suisse centrale officiant comme médiateurs, proposèrent à Lucerne une résolution qui remplissait la plupart des demandes des paysans, notamment les questions fiscales. À Berne, un compromis similaire avait été proposé par la délégation protestante de Zurich sous la direction du maire Johann Heinrich Waser le 4 avril 1653. L'Emmental bernois et la plupart des districts du canton de Lucerne acceptèrent ces résolutions et leurs représentants jurèrent fidélité. Mais les paysans de l'Entlebuch s'y opposèrent car les autorités voulaient également punir les insurgés. Lors d'une séance à Signau le 10 avril 1653, les délégués de l'Entlebuch réussirent à convaincre leurs confrères de l'Emmental de ne pas honorer leurs serments de Berne,.

## Formation de la ligue de Huttwil

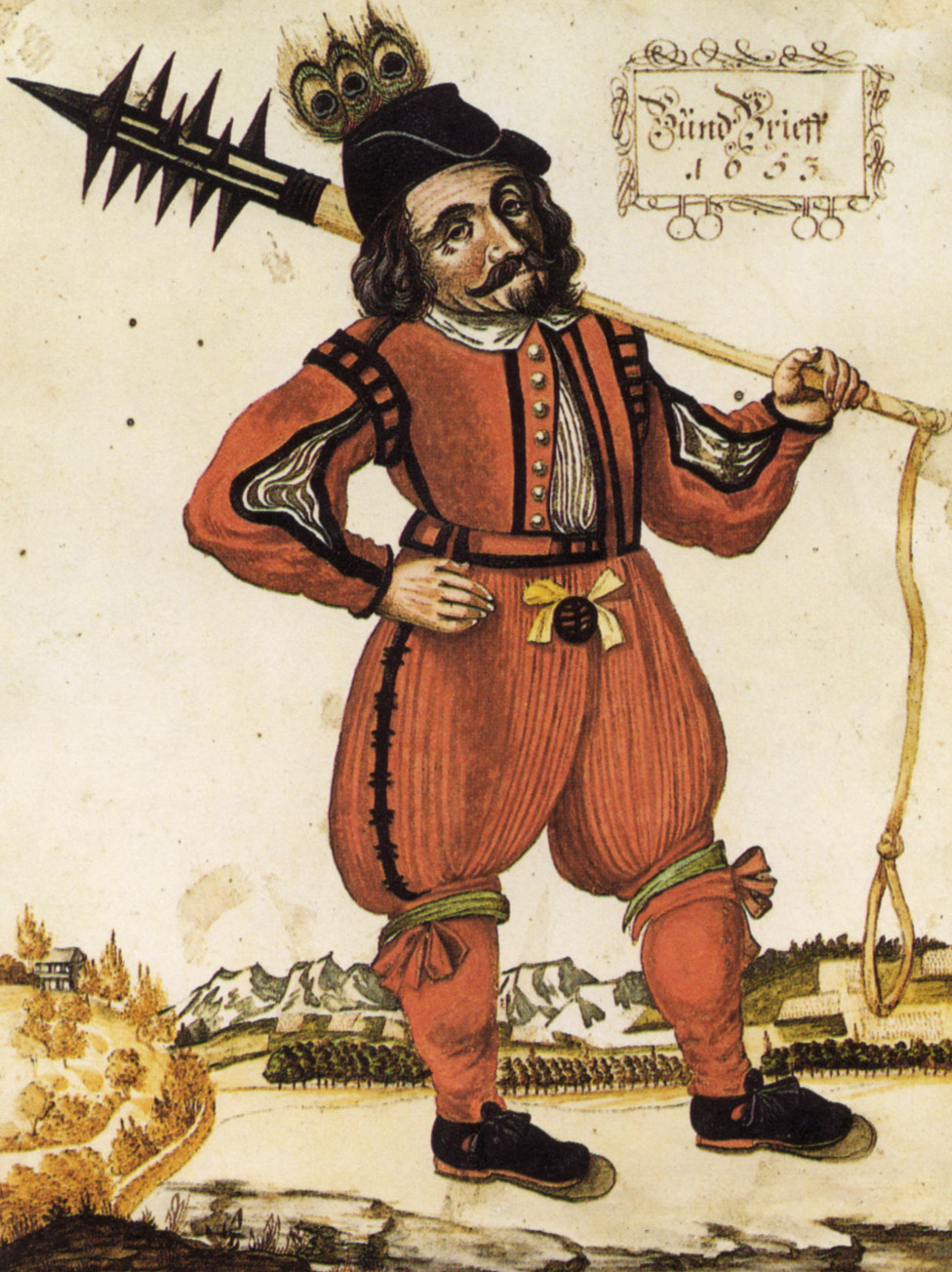
Niklaus Leuenberger.

Les négociations entre les autorités et les paysans cessèrent. Pendant que le débat continuait à la diète fédérale sur la manière de mater l'insurrection, les paysans tentèrent de rallier d'autres régions à leur cause. Une délégation paysanne envoyée à Zurich fut persona non grata : les autorités de la ville qui avaient déjà rencontré des problèmes de ce type entre 1645 et 1646, avaient pressenti les dangers de la rébellion. Le 23 avril 1653, les représentants de la frange rurale de Lucerne, Berne, Bâle et Soleure se rencontrèrent à Sumiswald pour conclure une alliance destinée à s'entraider. Une semaine plus tard, ils se réunirent à nouveau à Huttwil où ils renouvelèrent leur pacte et élurent Niklaus Leuenberger de Rüderswil comme chef de l'insurrection.
Le 14 mai 1653, les paysans formèrent à nouveau une assemblée à Huttwil et formalisèrent leur alliance sous le nom de Ligue de Huttwil en signant un acte similaire au pacte fédéral. Le traité indiquait clairement le statut indépendant de la ligue en tant qu'entité politique au pouvoir équivalent à celui des villes. La révolte fiscale se politisa et visait désormais à se sortir du joug des autorités urbaines. Les paysans justifièrent légalement leurs assemblées et leur union en s'appuyant sur le Convenant de Stans de 1481 qui dit clairement que les cantons doivent se défendre entre eux, et se promettre l’assistance mutuelle pour maintenir la justice.
Les paysans étaient désormais en mesure d'assurer les pleins pouvoirs sur les territoires en leur possession. Ils refusèrent la juridiction imposée par les villes et disposaient de leur propre force militaire. La ligue de Huttwil avait ouvertement déclaré son intention de s'étendre à l'ensemble des zones rurales de la Confédération. La majorité de la population paysanne supportait la rébellion. Une petite minorité était réduite au silence par des menaces et parfois la violence. Les communications avec les villes furent interrompues. Les insurgés envoyèrent même une lettre à l'ambassadeur de France à Soleure, pour assurer Louis XIV de leur bonne volonté.
La révolte paysanne ne rencontra que peu de problèmes liés à la religion. L'alliance de Huttwil avait renforcé les liens entre les catholiques de l'Entlebuch et de Soleure avec les protestants de l'Emmental et de Bâle. Au contraire, les citadins sont clairement divisées en deux groupes distincts : les catholiques et les protestants. Les catholiques ont leurs propres territoires et les protestants les leurs. Le mélange des deux religions est impensable pour les esprits urbains. La solidarité des paysans est donc bien plus grande que celle des villes. Ainsi, ils agrandissent plus facilement et beaucoup plus rapidement leurs rangs et leur emprise. À tel point que les habitants des villes n’ont pas le temps de cerner la révolte qui se propage très vite. La ligue reconnaissait explicitement cet état de fait. Les villes continuèrent à négocier un appui militaire dans leur sphère d'influence : Lucerne avait demandé du soutien aux cantons de Suisse centrale, alors que Berne s'était tourné vers Zurich. Contrairement aux entités paysannes, les villes n'arrivaient pas à franchir les obstacles religieux. Les autorités protestantes et catholiques étaient en opposition à un point tel que les troupes devaient rester dans les territoires de leur confession

## Militarisation et batailles

Opérations militaires durant la guerre.

Les deux partis se préparèrent à une issue militaire. Les villes devaient faire face à un dilemme : la majorité de leurs troupes était constituée de miliciens, recrutés dans les zones rurales, celles-là mêmes qui étaient passées dans le camp adverse. Berne chercha du soutien dans le canton de Vaud et dans l'Oberland bernois, deux régions qui n'étaient pas touchées par la rébellion. Les armées de Berne et de Lucerne furent renforcées par d'autres cantons après des pourparlers à la diète fédérale.

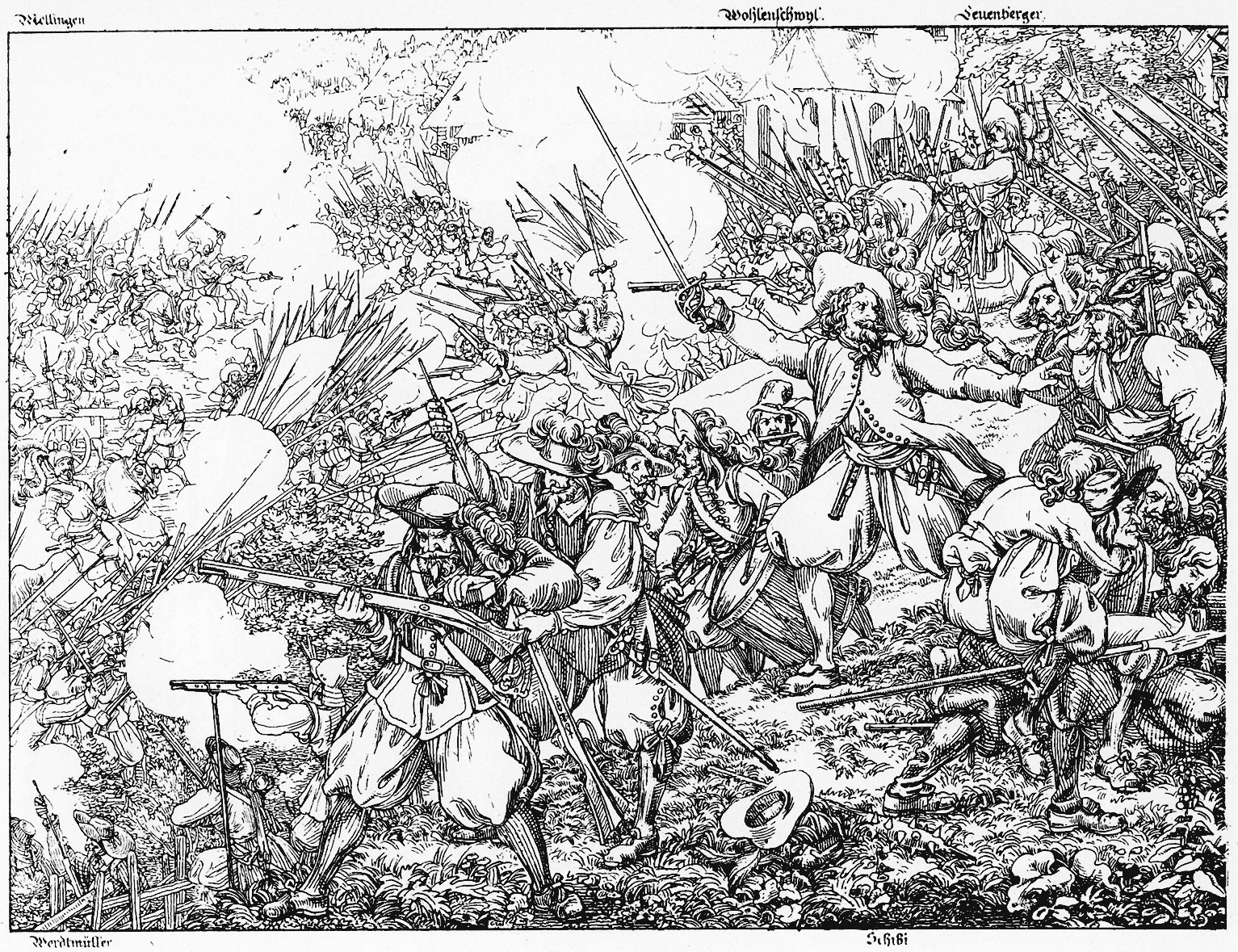
Bataille de Wohlenschwil.

Le 18 mai 1653, les paysans envoyèrent un ultimatum à Berne et Lucerne. Quand la ville de Berne répondit par la négative, les paysans marchèrent en direction de la cité sous les ordres de Leuenberger et arrivèrent le 22 mai 1653. Une deuxième armée menée par Emmenegger assiégea Lucerne. Les villes, désemparées et n'ayant pu rassembler assez d'hommes, se lancèrent immédiatement dans des négociations. En quelques jours, plusieurs accords de paix furent conclus. Le 28 mai 1653, Leuenberger et le maire de Berne, Niklaus Dachselhofer, signèrent la « paix de Murifeld » (du nom d'un champ situé en dehors de Berne où les paysans s'étaient installés). Les termes de l'accord qui concernait Berne comprenaient la dissolution de la ligue de Huttwil en échange des avantages fiscaux exigés par les paysans. Au vu de ce résultat, la ville de Lucerne et les paysans se mirent d'accord sur une trêve. L'armée de Leuenberger cessa le siège de Berne et se retira. Cette décision ne fut pas suivie par les civils du monde rural qui refusèrent de dissoudre la ligue de Huttwil.
Le 30 mai 1653, après une résolution décidée à la diète et à la suite d'anciennes demandes de Berne, Zurich leva une armée avec des hommes de ses propres territoires (de la Thurgovie à Schaffhouse) sous le commandement de Conrad Werdmüller. Sa mission était de réduire à néant toute résistance militaire. Pourvu de 8 000 hommes avec 800 chevaux et 18 canons, le contingent se dirigea vers l'Argovie,. Après trois jours, l'armée de Werdmüller contrôlait la position stratégique de Mellingen, bloquant ainsi la Reuss. Dans les collines près des villages de Wohlenschwil et Othmarsingen, une armée paysanne de 24 000 hommes menée par Leuenberger et Schybi, s'était organisée. Une délégation tenta de négocier avec Werdmüller, lui montrant le traité de paix conclu à Murifeld. Werdmüller n'était pas au courant de ce traité qui venait d'être signé, le considérant comme invalide. Il exigea que les forces paysannes se rendent sans condition,. Leuenberger lança l'attaque le 3 juin 1653 mais mal équipée, son armée fut rapidement vaincue lors de la bataille de Wohlenschwil. Les paysans furent forcés d'accepter la paix de Mellingen qui annulait la ligue de Huttwil. Les soldats de la ligue retournèrent à la maison et une amnistie fut promulguée, visant l'ensemble des combattants à l'exception des leaders de la cause paysanne.
Les troupes bernoises commandées par Sigmund von Erlach se mobilisèrent depuis Berne en direction de l'Argovie pour rejoindre l'armée zurichoise. Pris en tenaille, la résistance paysanne s'effondra. Les troupes de Von Erlach, constituées de 6 000 hommes et 19 canons, menèrent une expédition punitive : les villages furent pillés, et rasèrent même les défenses de la petite ville de Wiedlisbach qui perdit ses privilèges en redevenant un simple village. Le 7 juin 1653, les Bernois rencontrèrent un régiment de 2 000 hommes de l'armée de Leuenberger qui retournait à Wohlenschwil. Les paysans battirent retraite à Herzogenbuchsee où ils furent vaincus par Von Erlach. La ville fut incendiée durant la bataille et Leuenberger prit la fuite. Il tenta de se cacher mais il fut trahi par un voisin. Le 9 juin 1653, Samuel Tribolet, le Landvogt du district de Berne l'appréhenda.
La vallée de l'Entlebuch par laquelle la révolte avait débuté, résista un peu plus longtemps. Les troupes commandées par Schybi tentèrent en vain le 5 juin 1653 de s'emparer du pont de Gisikon qui était contrôlé par les troupes lucernoises et celles en provenance des cantons primitifs (dont une partie commandée par Sebastian Zwyer d'Uri). Les semaines suivantes, les troupes de Zwyer avancèrent progressivement dans la vallée jusqu'à la contrôler complètement le 20 juin 1653. Schybi fut capturé quelques jours plus tard puis incarcéré à Sursee.

## Conséquences

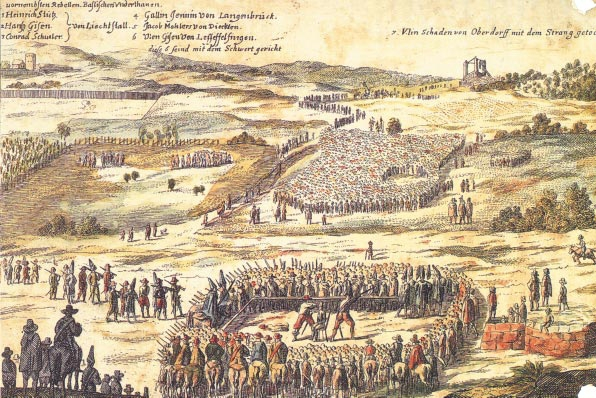
Sept leaders de la guerre des paysans furent exécutés à Bâle le 24 juillet 1653. Six furent décapités et un fut pendu (à l'arrière-plan).

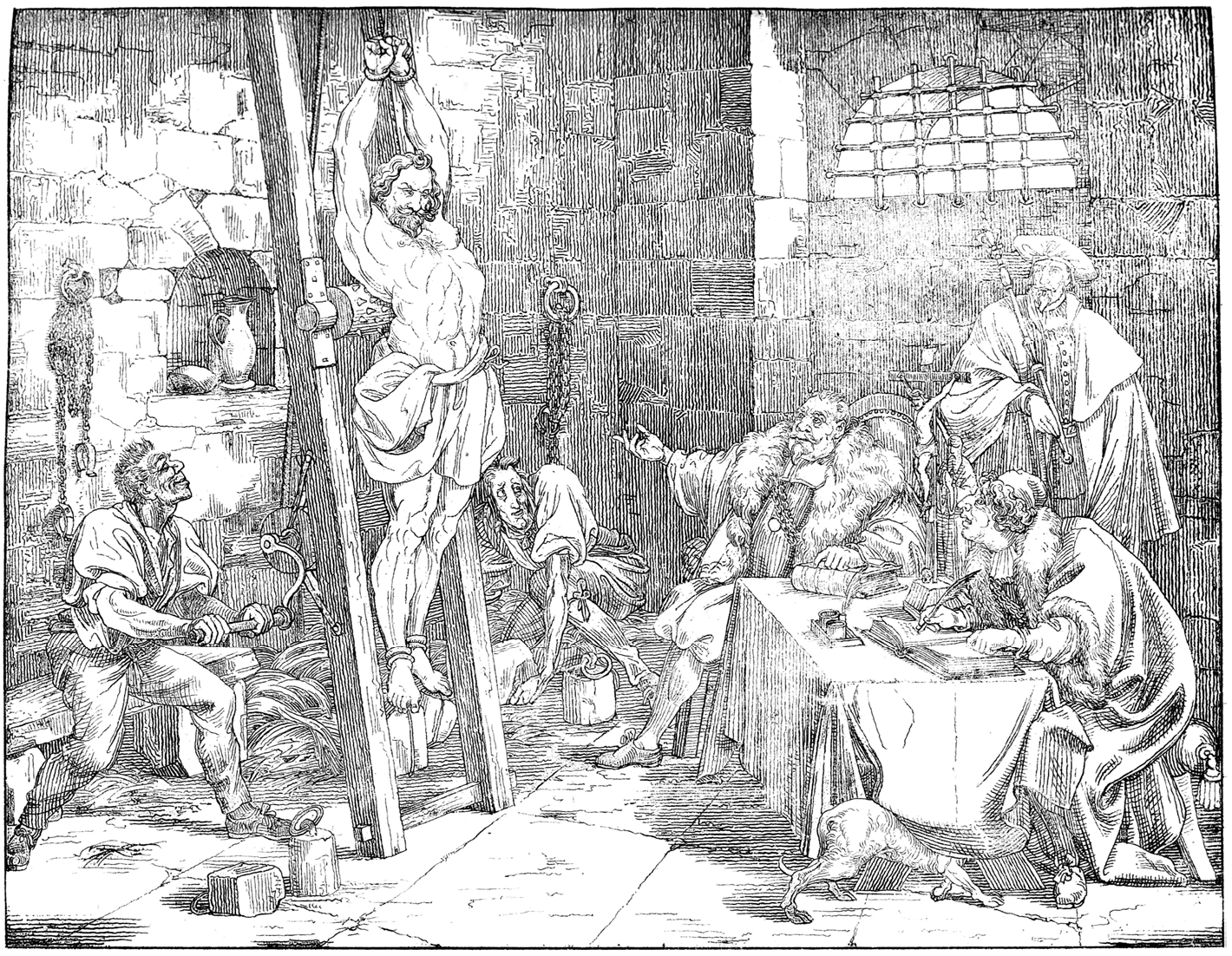
Christian Schybi soumis à l'estrapade à Sursee.

Les autorités décidèrent de punir sévèrement les leaders de la ligue de Huttwil. Berne n'accepta finalement pas les termes de la paix de Mellingen avec l'amnistie, avançant que le traité était invalide sur son territoire. On réclama aux paysans de lourdes sommes pour rembourser les dépenses militaires. La paix de Murifeld et la ligue de Huttwil furent déclarées nulles et non avenues par le conseil de la ville de Berne. Tous les paysans qui continuent leur rébellion, sous quelque forme que ce soit, sont incarcérés, torturés puis exécutés ou déportés,. À cela s’ajoute un grand nombre de paysans qui se sont révoltés auparavant et qui sont eux aussi emprisonnés, torturés mais pas forcément mis à mort. Christian Schybi, après avoir été torturé à Sursee, fut exécuté dans la même ville le 9 juillet 1653. Emmeneger fut accusé de haute trahison et pendu à Lucerne le 23 juillet 1653.
Niklaus Leuenberger fut décapité puis démembré à Berne le 6 septembre 1653. Sa tête fut fixée sur un gibet avec à côté l'un des quatre exemplaires du pacte scellant la ligue de Huttwil. La répression fut la plus féroce dans le canton de Berne où 23 condamnations à mort furent effectuées et où un certain nombre de paysans furent exécutés après être passés par la cour martiale de l'armée de Von Erlach. En comparaison, les cantons de Bâle et Lucerne exécutèrent respectivement sept et huit activistes. Si l’on ajoute les paysans exécutés : le bilan est lourd. La fin de la Guerre des Paysans est un massacre pour le monde rural.
Malgré la victoire complète, les autorités décidèrent de ne pas punir davantage la population. Le conflit avait clairement montré aux villes qu'elles dépendaient étroitement de leurs sujets ruraux. Mettre un terme à l'insurrection avait été difficile, nécessitant des renforts d'Uri et de Zurich. Il est probable que le conflit se soit éternisé si la zone d'influence des paysans s'était étendue au nord-est de la Suisse, avec notamment le canton de Zurich. Le pouvoir urbain était bien conscient d'avoir échappé à une guerre civile bien plus importante et les décisions prises par la suite reflètent cette volonté d'éviter une escalade. Les villes décidèrent de limiter le pouvoir politique des populations rurales tout en accédant à certaines des demandes initiales concernant la fiscalité. La pression économique fut diminuée et la réforme des taxes fut engagée avec une imposition diminuant durant la seconde moitié du XVIIe siècle à Lucerne.
Andreas Suter avance que la guerre des paysans de 1653 limita l'avancée de l'absolutisme en Suisse et empêcha l'apparition d'un régime semblable à celui de la France après la Fronde. Les autorités des cantons suisses se devaient désormais de mieux respecter leurs citoyens. Les Bernois demandèrent à leurs Landvögte d'employer des méthodes moins agressives et d'avoir une attitude moins autoritaire à l'égard des populations rurales pour éviter tout conflit. Le conseil de la ville ouvrit même des enquêtes à l'encontre de certains Landvögte accusés par les paysans de corruption, incompétence et enrichissement abusif,,. Le Landvogt de Trachselwald, Samuel Tribolet qui avait capturé Leuenberger, fut congédié puis exilé au début de l'année 1653. Abraham Stanyan qui fut ambassadeur d'Angleterre à Berne de 1705 à 1713 publia en 1714 un traité nommé An account of Switzerland dans lequel il décrit les lois comme particulièrement tolérantes, en mentionnant explicitement la faible taxation en comparaison des autres pays d'Europe,.